# توم بيرك (لاعب كرة قدم أمريكية)
توم بيرك (بالإنجليزية: Tom Burke)‏ هو لاعب كرة قدم أمريكية أمريكي، ولد في 12 أكتوبر 1976 في بوبلار في الولايات المتحدة.

## وصلات خارجية
- توم بيرك على موقع مرجع كرة القدم المحترفة.كوم (الإنجليزية)